# Adriano Pantaleo

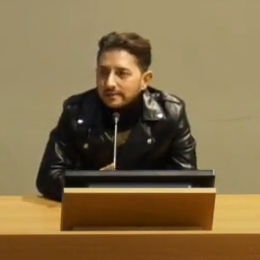
Adriano Pantaleo, 2022

Adriano Pantaleo (* 9. September 1983 in Neapel) ist ein italienischer Schauspieler.

## Biografie
1992 debütierte Pantaleo als neunjähriger in einem Kinofilm Castellano und Pipolo der im Jahr 1993 Premiere feierte. Kurz darauf stand er für den Film Ich hoffe, ich mache es von Lina Wertmüller vor der Kamera.
Große Bekanntheit erlangte Pantaleo, als er die Rolle des Waisenjungen Spillo in den beiden Staffeln der Miniserie Die Kinderklinik (1993 und 1998) spielte. In der 14 Episoden fassenden italienisch-deutschen Co-Produktion stand er gemeinsam mit Katharina Böhm, Massimo Dapporto und Désirée Nosbusch vor der Kamera. In den Jahren 2001 und 2003 spielte er erneut an der Seite von Dapporto in der Miniserie Family Home. Ebenfalls im Jahr 2003 spielte er die Rolle des jungen Barkeepers Pino in Die Schönheit der Frauen 3.
2008 trat er am Theater mit der Show Gomorrha auf, die aus dem gleichnamigen Roman von Roberto Saviano stammt.
In den Jahren 2008, 2010 und 2011 nahm er an den drei Staffeln der TV-Serie Tutti pazzi per amore teil, in denen er Gennaro Capone spielte (einen von Emilio Solfrizzi trainierten Wasserballspieler).
An der Universität La Sapienza von Rom studierte Pantaleo Kunst und Wissenschaft der Unterhaltung.

## Filmografie

### Kino
- Io speriamo che me la cavo, Regie von Lina Wertmüller (1992)
- Ci hai rotto papà, Regie von Franco Castellano und Giuseppe Moccia (Castellano e Pipolo) (1993)
- Ferdinando e Carolina, Regie von Lina Wertmüller (1998)
- Vacanze di Natale 2000, Regie von Carlo Vanzina (1999)
- Rosa Funzeca, Regie von Aurelio Grimaldi (2002)
- Maria si, Regie von Piero Livi (2004)
- Billo - Il grand Dakhaar, Regie von Laura Muscardin (2006)
- Il sindaco del rione Sanità, Regie von Mario Martone (2019)

### Fernsehen
- Die Kinderklinik, Regie von Paolo Poeti (1993–1998)
- Mamma, mi si è depresso papà, Regie von Paolo Poeti (1995)
- Casa famiglia, Regie von Riccardo Donna (2001–2003)
- Il bello delle donne 3, Regie von Maurizio Ponzi und Luigi Parisi (2003)
- Distretto di Polizia 7, Regie von Alessandro Capone (2007)
- Tutti pazzi per amore, Fernsehserie (2008–2011)
- 7 vite 2 (2009)
- Per amore del mio popolo, Regie von Antonio Frazzi – Fernsehminiserie (2014)
- Natale in casa Cupiello, Regie von Edoardo De Angelis – Fernsehfilm (2020)

### Kurzfilme
- Mio cugino, Regie von Raffaele Ceriello (2015)

## Theater
- 12 baci sulla bocca, von Mario Gelardi, Regie von Giuseppe Miale Di Mauro (2015)
- Educazione siberiana, von Nicolai Lilin, Regie von Giuseppe Miale Di Mauro (2014)
- Gomorra, di Roberto Saviano, Regie von Mario Gelardi (2007–2012)
- Santos, von Roberto Saviano, Regie von Mario Gelardi (2010–2011)
- La città perfetta, von Angelo Petrella, Regie von Giuseppe Miale Di Mauro und Mario Gelardi, Napoli Teatro Festival Italia (2010)
- Il sindaco del rione sanità von Eduardo De Filippo, Regie von Mario Martone (2017)